# Грузинские надписи Назарета
Грузинские надписи Назарета — надписи на стенах, найденные в Назарете во время археологических раскопок 1955—1960 годов, возглавляемых итальянским археологом, священником и членом монашеского ордена — Белармино Багатти.
Надписи обнаружены в городе Назарет, на месте храма Благовещения. Надписи были датированы археологами не позднее 427 года, так как они были помещены под церковью, построенной позднее. Под краской полов также было обнаружено множество крестов, изображение которых было запрещено указом, изданным в 427 году.
Были исследованы грузинским ученым Зазой Алексидзе.
Надписи Назаретской церкви сегодня удалены со стен и хранятся в различных музеях по всему миру.